# Maria Teresa Lizisowa
Maria Teresa Lizisowa (ur. 26 października 1936, zm. 12 stycznia 2019) – polska filolog, profesor Uniwersytetu Pedagogicznego im. Komisji Edukacji Narodowej w Krakowie.

## Życiorys
26 lutego 1996 habilitowała się na podstawie pracy zatytułowanej Podstawowe terminy prawne w statutach staropolskich na tle słowiańskim. Studium semantyczne. 18 czerwca 2001 uzyskała tytuł profesora nauk humanistycznych. Pracowała w Instytucie Filologii Polskiej na Wydziale Humanistycznym Akademii Pedagogicznej im. Komisji Edukacji Narodowej w Krakowie.
Była członkiem Komisji Językoznawstwa PAN.
Została pochowany na cmentarzu Prądnik Czerwony (parafialnym) w Krakowie.

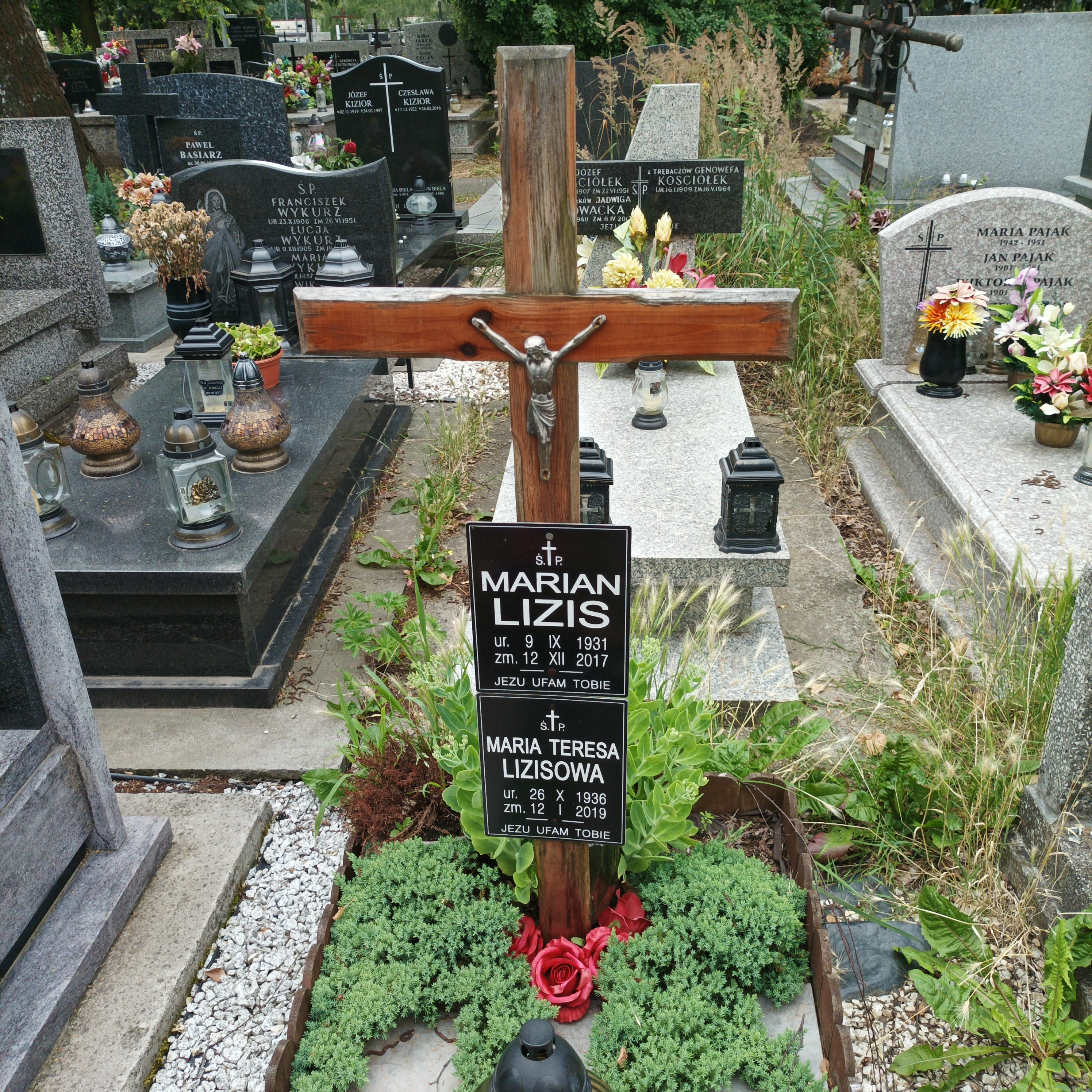
Grób prof. Marii Lizis na cmentarzu Prądnik Czerwony (lipiec 2022)

## Odznaczenia i wyróżnienia
- Medal Komisji Edukacji Narodowej[1]
- Złoty Krzyż Zasługi[1]
- Krzyż Kawalerski Orderu Odrodzenia Polski[1]